# Dobi-III
Dobi-III (Dobi от Dobkevičius, III - третья модель)  – истребитель конструкции литовского авиаконструктора Юрия Добкевича (лит. Jurgis Dobkevičius), построен в Авиационных Мастерских в Каунасе (лит. Karo aviacijos dirbtuvės, KAD) в 1924 году. Третий и последний аппарат конструктора. 

## История
Самолёт был спроектирован и построен Добкевичем после возвращения с учёбы в Высшей школе воздухоплавания (фр. L'Ecole Superieure d'Aeronautique) в Париже. Первый полёт был произведён в ноябре 1924 года. Дальнейшие испытания показали весьма неплохие лётные данные и машине предрекали коммерческий успех. Однако 8 июля 1926 года Юрий Добкевич еще не оправившись от травм полученных при аварии Dobi-I совершал демонстрационный полёт перед оценочной комиссией, который закончился катастрофой. При посадке машина задела деревья и была разрушена, сам конструктор получил тяжёлые травмы и скончался в госпитале спустя шесть часов. Разрушенный Dobi-III не восстанавливали.

## Конструкция
Dobi-III представлял собой одномоторный высокоплан с подкосным крылом имевшим небольшую стреловидность. Деревянный фюзеляж овального сечения был покрыт фанерой, а крыло и хвостовое оперение имели полотняную обшивку. Шасси пирамидального типа, с хвостовым колесом.  Двигатель с воздушных охлаждением BMW IIIA мощностью 185 л.с.

### Технические характеристики
- Экипаж: 1
- Длина: 6,40 м
- Размах крыла: 12,50 м
- Высота: 2,45 м
- Площадь крыла: 22,24 м²
- Коэффициент удлинения крыла:
- Профиль крыла:
- Масса пустого: кг
- Масса снаряженного: кг
- Нормальная взлетная масса: 1042 кг
- Максимальная взлетная масса: кг
- Масса полезной нагрузки: кг
- Масса топлива и масла: кг
- Двигатели: 1× BMW IIIA
- Мощность: 1× 185 л.с.[2]

### Лётные характеристики
- Максимальная скорость: 250 км/ч
  - у земли:
  - на высоте м:
- Крейсерская скорость: 194 км/ч
- Практическая дальность: 800 км
- Практический потолок: 9 000 м
- Скороподъёмность: 210 м/мин
- Нагрузка на крыло: кг/м²
- Тяговооружённость: Вт/кг
- Максимальная эксплуатационная перегрузка[2]

### Вооружение
- Пушечно-пулемётное:
  - 2× 7.7-мм пулемета Виккерс
- Бомбовая нагрузка: нет[2]